# الرياضة في تونس
تهيمن كرة القدم على الرياضة في تونس، سواء من حيث التغطية الإعلامية أو النجاح الشعبي، حيث بلغ عدد المرخصين 27.733 مرخصًا مقابل 13992 مرخصًا لرياضة التايكواندو، وهي ثاني أكثر الرياضات ممارسة في البلاد. ومع ذلك، فإن الرياضات مثل الكرة الطائرة أو كرة اليد هي أيضًا من بين الرياضات الأكثر تمثيلًا، وكذلك فنون الدفاع عن النفس (التايكوندو، الجيدو والكاراتيه) وألعاب القوى أو حتى كرة المضرب. من ناحية أخرى، فإن الرياضات الكبرى الأخرى مثل ركوب الدراجات تبقى أقل تمثيلا، بسبب الافتقار إلى البنية التحتية والمعدات والاهتمام الإعلامي الكافي.
يعد الترجي الرياضي التونسي من أنجح الأندية الكروية في الرابطة التونسية المحترفة الأولى برصيد 31 لقباً والأكثر نجاحاً في كأس تونس بخمسة عشر لقباً. هو أول ناد يشارك في مسابقة قارية عام 1971: كأس أفريقيا للأندية البطلة. في عام 1988، أصبح النادي الرياضي البنزرتي أول فريق تونسي يفوز بكأس قاري: كأس أفريقيا للأندية أبطال الكؤوس. أما النادي الإفريقي فهو أول ناد تونسي يفوز بلقب كأس أفريقيا للأندية البطلة في عام 1991. النجم الرياضي الساحلي هو أول ناد تونسي يفوز بلقب دوري أبطال أفريقيا في نسخته الجديدة يوم 9 نوفمبر 2007. النادي الرياضي الصفاقسي حقق كأس الكونفيدرالية الأفريقية 3 مرات كرقم قياسي. ويظل ديربي تونس العاصمة بين النادي الإفريقي والترجي الرياضي التونسي الحدث الكروي الرائد خلال السنة من خلال جمعه مرتين في كل موسم أكثر من 60 ألف متفرج في الملعب الأولمبي برادس.
يتخلل الموسم الرياضي التونسي منافسات كبرى مثل بطولات أشهر الرياضات (كرة القدم، كرة اليد، الكرة الطائرة وكرة السلة) وكؤوس (كرة القدم، كرة اليد، الكرة الطائرة وكرة السلة). في ركوب الدراجات، يتم تنظيم بطولات الدراجات التونسية، وبشكل غير منتظم، طواف تونس. نظمت تونس أيضًا مسابقات دولية. وهكذا أقيمت النسخة الأولى من كأس العالم تحت 20 سنة لكرة القدم سنة 1977، كما نظمت تونس كأس الأمم الأفريقية 3 مرات (1965، 1994، 2004 هي النسخة التي فاز بها المنتخب التونسي). وأقيمت في تونس أيضا بطولة العالم لكرة اليد للرجال 2005 وتمت استضافة بطولة أفريقيا لكرة اليد للرجال 5 مرات (1974، 1981، 1994، 2006، 2020)، بطولة أفريقيا للكرة الطائرة للرجال 6 مرات (1967، 1976، 1987، 1995، 2013، 2019) وبطولة أمم أفريقيا لكرة السلة (1965، 1987، 2015، 2017)
في مايو 2007، كان لدى الدولة 1673 ناديًا رياضيًا، أهمها تنشط في كرة القدم (250) والتايكوندو (206). ثم تأتي الكاراتيه ومشتقاته (166)، رياضة ذوي الاحتياجات الخاصة (140)، كرة اليد (85)، ألعاب القوى (80)، الجودو (66)، الكونغ فو (60)، الكيك بوكسينغ (59)، كرة السلة (48)، الكرة الحديدية (47). تنس الطاولة (45) كرة الطائرة (40) الملاكمة (37) السباحة (31) وكرة المضرب (30). ومن أشهر الرياضيين، تميز محمد القمودي بألعاب القوى، مما مكنه من الفوز بأربع ميداليات في الألعاب الأولمبية الصيفية، مما جعله أكثر الرياضيين التونسيين حصد للميداليات في تاريخ البلاد. كما شهدت تونس ظهور أبطال في الرياضات الفردية مثل أنيس الونيفي (بطل العالم في الجيدو) أو أسامة الملولي (بطل العالم والأولمبي في السباحة).
وفي الرياضات الجماعية، فازت المنتخبات الوطنية بلقب كأس الأمم الأفريقية مرة واحدة، عشر ألقاب في بطولة أفريقيا لكرة اليد للرجال، عشر ألقاب في بطولة أفريقيا للكرة الطائرة للرجال وثلاث ألقاب في بطولة أمم أفريقيا لكرة السلة. تحتل تونس المرتبة الثانية في أفريقيا بعد مصر في مجموع الألقاب الأفريقية للمنتخبات في الرياضات الجماعية (كرة القدم، كرة اليد، الكرة الطائرة وكرة السلة) برصيد 24 لقب.

## التاريخ
لا يعتبر تاريخ الرياضة في تونس موضوعا بحثيا يليق بالعلوم الإنسانية والاجتماعية. وبالتالي، وبقدر ما لا يمكن لأي شيء أن يلقي بعض الضوء على الممارسات النقابية والرياضية قبل الحماية الفرنسية عام 1881، فإن إيقاظ الرياضة في تونس لم يحدث إلا في نهاية القرن التاسع عشر، لا سيما داخل الجيش حيث مارس الجمباز، مبارزة السلاح والرماية. هذه هي الطريقة التي ظهرت بها أندية معينة مثل النادي الوطني بسوسة الذي تأسس عام 1898.
مع تغيير النظام، حدثت تغييرات عميقة في عادات وعادات السكان الذين اكتشفوا أسلوب حياة جديدًا وأصبح مشبعًا به مع ولادة شكل معين من الحياة الرياضية مستمدة من السلوكيات الاجتماعية التي استوردها المستعمر. في بداية القرن العشرين، تم إنشاء أولى الجمعيات الرياضية، في البداية في المدن الكبرى مثل تونس، سوسة وصفاقس، لا سيما في بيئة مدرسية، مثل الجمعية التونسية الإسلامية في عام 1905 وتلاميذ المعهد العلوي والمدرسة الصادقية على التوالي عام 1906، التي تقتصر أنشطتها على الجمباز. كما جرت مسابقة إقليمية للجمباز في تونس عام 1912 بمشاركة الآلاف من لاعبي الجمباز الفرنسيين، لكن قانون 15 سبتمبر 1888 المتعلق بالجمعيات شديد التقييد ويمنع التونسيين من تكوين الجمعيات.
يمكننا اعتبار عام 1903 عام الميلاد الحقيقي للرياضة التونسية. يتنافس 80 مشاركًا في سباق للعدو الريفي في 12 أبريل 1903. ولأول مرة في تونس، تم إطلاق فكرة إنشاء نادي لكرة القدم في 18 مايو، نظمت منافسة جمباز في 31 مايو وتم تنظيم سباق للدراجات الهوائية يوم 23 أغسطس على خط تونس-قرمبالية-تونس، في حين أن الجريدة اليومية الرئيسية في تونس لاديبيش تونيزيان تنشئ قسم رياضي في 15 نوفمبر.
من بين الأنشطة الجديدة كرة القدم، التي لم تكن موضع تقدير كبير في البداية من قبل التونسيين ولكنها سرعان ما أصبحت قضية اجتماعية ومجالاً لتسوية النزاعات مع المستعمرين. في 15 سبتمبر 1904، تم إنشاء أول نادي كرة القدم في البلاد راسينغ كلوب وتم إضفاء الطابع الرسمي عليه في 11 مايو 1905، وتبعه نادي سبورتينغ تونس في 6 يونيو 1906 ثم الملعب الغولي الذي أسسه الفرنسيون عام 1908 من بينهم هنري سمادجا. لعدم وجود منافسة رسمية، يتم تنظيم لقاءات بين فرق المدارس، لعبت أول مباراة كرة قدم يوم 9 يونيو 1907 بين فريقي المعهد العلوي ومعهد كارنو. المنطقة الشمالية بدورها تشهد إنشاء أندية كرة القدم في فيريفيل وبنزرت.
في عام 1928، كان هناك ست عشرة لجنة تؤطر الرياضة في تونس:
- الاتحاد التونسي للرياضات المائية والإنقاذ.
- الاتحاد التونسي للمبارزة.
- الاتحاد التونسي للتنس.
- الاتحاد النسائي التونسي للجمباز والتربية البدنية.
- اتحاد الجمعيات التونسية للجمباز.
- اتحاد جمعيات الرماية التونسية.
- اللجنة الإقليمية التونسية لاتحاد الرجبي الفرنسي.
- اللجنة الجهوية التونسية لاتحاد الملاكمة الفرنسي.
- اللجنة الوزارية التونسية لاتحاد فيلوسيبيد الفرنسي.
- اللجنة الإدارية التونسية لاتحاد جمعيات التدريب العسكري.
- الرابطة التونسية للاتحاد الفرنسي لألعاب القوى.
- الرابطة التونسية لاتحاد فرنسا لكرة القدم.
- الرابطة التونسية لاتحاد البيسبول الفرنسي.
- النادي الجوي التونسي.
- نادي السيارات التونسي.
- نادي الجولف التونسي.

يُصنف رفع الأثقال ضمن رياضات الجمباز بينما تظهر الرياضات الأخرى تدريجيًا: كرة السلة في عام 1935، كرة الطائرة في عام 1942 وكرة الطاولة في عام 1946. يعطي وصول قوات حلفاء الحرب العالمية الثانية إلى تونس قوة دفع كبيرة لرياضة الملاكمة التي عرفت عصرها الذهبي بين عامي 1945 و1955.
ومع ذلك، ابتليت الرياضة التونسية خلال هذه الفترة بظاهرة التشارك في النوادي الرياضية، حيث كان بعضها مجالًا مخصصًا للفرنسيين، والبعض الآخر لليهود التونسيين أو مجتمعات أخرى من أصول أجنبية (الإيطاليون، المالطيون، إلخ). لأنه، في البداية، يُحظر ممارسة أي نشاط رياضي رسمي على المسلمين، ويحق لأطفال المتعاونين فقط الحصول على إعفاء خاص للخدمات المقدمة إلى فرنسا. تقدم حاسم حتى لو كان الأخير يستحق فقط أندية من الدرجة الثانية، بعيدًا عن كونه يستحق أندية الأوروبيين. في الملاكمة، يجب على المسلمين من خلفيات فقيرة أن يفرضوا أنفسهم من خلال انتصارات ساحقة لأن الانتصارات على النقاط نادرًا ما تُمنح لهم. ولم تختف هذه الظاهرة تدريجياً إلا مع استقلال البلاد عام 1956 والخروج التدريجي للجاليات اليهودية وتلك ذات الأصول الأوروبية. في الواقع، شرعت الدولة الجديدة في إعادة توحيد مختلف الحركات النقابية من خلال إنشاء تجمعات فردية تدريجياً.

## التنظيم

### سلط الإشراف
تشرف الاتحادات الكبرى على الرياضة التونسية (كرة القدم، الكرة الطائرة، كرة اليد وكرة السلة وغيرها) تحت قيادة وزارة الشباب والرياضة الهيئة الحاكمة عن تحديد الخيارات الوطنية في مجال الرياضة والتربية البدنية والأنشطة الرياضية لتعزيز تنمية هذا القطاع وتعزيز الظروف المواتية لتقويته. منذ أوائل الثمانينيات، احتفظت الوزارة بالحق في تعيين ثلث أعضاء الاتحادات الذين يشغلون المناصب الرئيسية، بما في ذلك منصب الرئيس. الاستثناءان هما الجامعة التونسية لكرة القدم التي تمتثل لأوامر الاتحاد الدولي وانتخاب المكتب الفيدرالي بأكمله، حتى لو كانت التجربة الأولى تتميز بانتخاب قائمة واحدة في المنافسة، والجامعة التونسية لكرة اليد الذي حصل على أول اجتماع عام انتخابي عام 2008.
ومع ذلك، فإن اللجنة الوطنية الأولمبية التونسية، التي عدلت نظامها الأساسي في عام 2006، تتدخل بشكل مباشر أكثر في إدارة الاتحادات الرياضية وتضمن سيرها بسلاسة. وهكذا تدخل خلال الجمعية العمومية للجامعة التونسية لكرة القدم في 2007 وأثناء التجمع الاستثنائي للجامعة التونسية لكرة اليد الذي تم تحديد موعده من قبل اللجنة الوطنية الأولمبية والذي ترأس ترشيحاته وكذلك الاجتماعات رئيس اللجنة الوطنية.

### النوادي

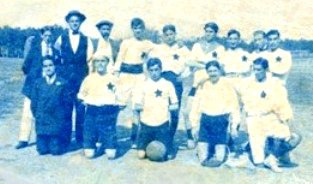
راسينغ كلوب أول نادي كرة قدم في تونس تأسس في 15 سبتمبر 1904.

من بين نوادي كرة القدم البالغ عددها 43 التي ولدت في بداية القرن العشرين والتي شكلت رابطة تونس لكرة القدم عام 1921، فقط الاتحاد الرياضي التونسي المتأسس عام 1917، الترجي الرياضي التونسي ونادي سكك الحديد التونسي الذان تأسسا في عام 1919 والنادي الأفريقي الذي تأسس في 1920 لا يزال موجودا حتى اليوم. بعد ذلك، تم إنشاء أندية كبرى أخرى متعددة الرياضات مثل النجم الرياضي الساحلي الذي تأسس في عام 1925، النادي الرياضي البنزرتي والنادي الرياضي الصفاقسي الذان تأسسا عام 1928. في عشرينيات وثلاثينيات القرن الماضي، فاز الاتحاد الرياضي التونسي بثلاث بطولات وخمسة كؤوس، هم النادي الأكثر نجاحًا في ذلك الوقت. يليه النادي الرياضي لحمام الأنف الذي فاز بين عامي 1946 و 1956 بأربع بطولات وسبعة كؤوس.
في مايو 2007، كان لدى الدولة 1673 ناديًا رياضيًا، أهمها تنشط في كرة القدم (250) والتايكوندو (206). ثم تأتي الكاراتيه ومشتقاته (166)، رياضة ذوي الاحتياجات الخاصة (140)، كرة اليد (85)، ألعاب القوى (80)، الجودو (66)، الكونغ فو (60)، الكيك بوكسينغ (59)، كرة السلة (48)، الكرة الحديدية (47). تنس الطاولة (45) كرة الطائرة (40) الملاكمة (37) السباحة (31) وكرة المضرب (30).

### البنية التحتية

الملعب الأولمبي برادس.

تم تطوير أول منشآت رياضية حقيقية تحت الحماية الفرنسية، يتضح ذلك من بناء ملعب الشاذلي زويتن أو تطوير مضمار قصر سعيد. من أقدم الملاعب في تونس التي لا تزال تعمل هو ملعب الطيب المهيري في صفاقس، الذي تم تشييده عام 1938. عندما حصلت البلاد على الاستقلال، قرر الرئيس الحبيب بورقيبة الاستثمار بكثافة في البنية التحتية الرياضية. بعد إنشاء أول ملعب للجولف في مدينة سكرة عام 1927، شهد تطور السياحة ولادة دورات جديدة في المواقع السياحية (الحمامات، المنستير، جربة، توزر، إلخ)، مما سمح بتنظيم مسابقات دولية.
وبالتالي، فإن تنظيم المنافسات الدولية الكبرى هو فرصة لتحديث المرافق القائمة أو بناء منشآت جديدة مثل المدينة الرياضية برادس التي تحوي الملعب الأولمبي برادس الذي يتسع لـ60 ألف متفرج. تم بناء ذلك بمناسبة دورة ألعاب البحر الأبيض المتوسط 2001 بتكلفة تقدر بـ 170 مليون دينار، تم تمويل نصفها تقريبا بقروض كورية جنوبية وإسبانية، بينما يمثل ملعب ألعاب القوى استثمار اثني عشر مليون دينار والقرية الأولمبية استثمارا تقدر بخمسين مليون دينار. في عام 2008، أعلنت الحكومة عن إطلاق مجموعة بوخاطر الإماراتية تشييد مجمع رياضي كبير يضم العديد من الأكاديميات الرياضية وملعبًا يتسع لـ 20 ألف مقعدًا ومركزًا للسباحة تسمى المدينة الرياضية بتونس، وستمتد على طول شواطئ بحيرة تونس، بين تونس والمرسى. بالتعاون مع الاتحاد الدولي لكرة القدم، تطلق الحكومة عدة مشاريع لتغطية ملاعب كرة القدم بالعشب صناعي. في عام 2009، كان هناك 78 ملعبًا بالعشب الصناعي في جميع أنحاء البلاد.

## الرياضيين

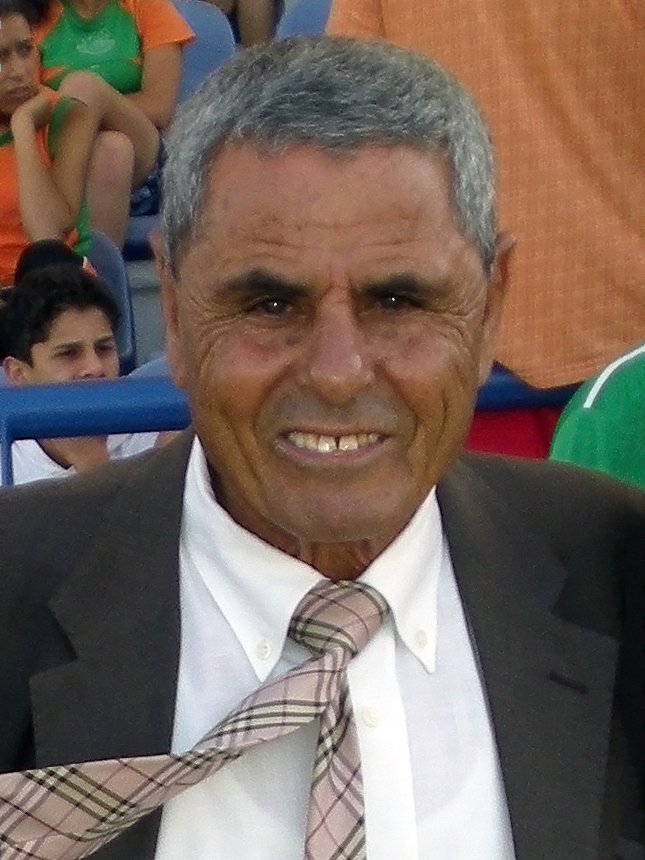
محمد القمودي أكثر تونسي تحقيقا للميداليات الأولمبية برصيد 4 ميداليات.

شهدت معظم الرياضات التي تمارس في تونس ظهور شخصيات ساهمت في زيادة شعبية تخصصاتهم وعملت كنماذج للرياضيين الآخرين. القائمة التالية هي قائمة إرشادية وتحاول تقديم أشهر الرياضيين وألقابهم في تخصصاتهم:
- ألعاب القوى: محمد علي الشوري، محمد القمودي، حاتم غولة، عبد الرحيم زهيو، ماهر بوعلاق، حبيبة الغريبي.
- كرة السلة: توفيق بوهيمة، راشد الزاهي، منير القرالي، محمد السنوسي، صالح الماجري.
- الملاكمة: الصادق البحري، توفيق بلبولي، طاهر بن حسن، رزقي بن صلاح، كامل بو علي، هادي شمام، حسن الكراش، حبيب قلحية، إبراهيم المحواشي، فتحي الميساوي، صادق عمران، فيكتور بيريز.
- ركوب الدراجات: الجيلاني بن عثمان، رافع الشتيوي، سمير المرداسي، علي النفاتي، محمد اليزيدي.
- كرة القدم: حمادي العقربي، طارق ذياب، الصادق ساسي، حاتم الطرابلسي، شكري الواعر، راضي الجعايدي، زبير بية، كريم حقي.
- الجمباز: خميس بقنيني، وجدي بوعلاق.
- رفع الأثقال: عاطف جراي، توفيق معاوية، يوسف السباعى.
- كرة اليد: خالد عاشور، رؤوف بن سمير، وسام حمام، عصام تاج، منير الجليلي، هيكل مقنم.
- الجودو: أنيس الشاذلي، إسكندر حشيشة، أنيس الونيفي.
- كاراتيه: حنبعل جغام.
- المصارعة: بشير بوعزة، عامر الدريدي، فضيلة اللواتي، مروى العمري.
- السباحة: فرج بن مسعود، علي الغربي، سندة الغربي، فاتن غطاس، أسامة الملولي، مريم ميزوني، زيزي الطيب ٬ أيوب الحفناوي.
- التنس: مصطفى بلخوجة، غيلبرت نقاش، سليمة صفر، مالك الجزيري، أنس جابر.
- الكرة الطائرة: حسين بلخوجة، رشيد بوصرصار، موريس زراح، نور الدين حفيظ.

يظل محمد القمودي أنجح رياضي في تاريخ الرياضة التونسية: فهو يحمل وحده أربع ميداليات من أصل سبع ميداليات أولمبية فاز بها الرياضيون الأولمبيون التونسيون. كما فاز بأربع ميداليات ذهبية في ألعاب البحر الأبيض المتوسط 5000 متر و 10000 متر، عامي 1963 و1967، وميدالية فضية في 5000 متر في عام 1971. هذه المسيرة أكسبته لقب «رياضي القرن في تونس». كما يتم تنظيم استفتاء أفضل رياضي تونسي من قبل وكالة تونس إفريقيا للأنباء.

## الإعلام

### الصحافة المكتوبة
الصحافة الرياضية موجودة في تونس منذ بداية القرن العشرين. من بين الصحف الأولى كانت جريدة الحياة الرياضية (بالفرنسية: La Vie sportive)‏ وجريدة أجراس تونس (بالفرنسية: Les Cloches de Tunis)‏ اللتان اندمجتا في 1 مارس 1908. في 15 أكتوبر 1908، اندمجت الصحيفة الجديدة مع جريدة تقدم تونس (بالفرنسية: Le Progrès de Tunis)‏ لتصبح صحيفة تونس الرياضية (بالفرنسية: La Tunisie sportive)‏، التي تم إنشاؤها في عام 1904 تحت إشراف فرناند سونير مع رينيه بوياك كرئيس تحرير في 9 أكتوبر 1910.
بعد الحرب العالمية الأولى، تطورت الصحافة الرياضية وتضاعفت العناوين: تم نشر ما لا يقل عن 19 صحيفة بين عامي 1920 و1930، منها:
- الجنوب الرياضي (1921)
- الرياضة التونسية (1922)
- الرياضة (1923)
- المركز الرياضي (1925)
- مركز كرة القدم (1927)
- تونس لكرة القدم (1927)
- البريد الرياضي (1928)
- الجريدة الرياضية (1930)

الاهتمام المتزايد بالصحف اليومية للمعلومات العامة، مثل لاديبيش تونيزيان، لا براس، الصباح الباكر، مساء تونس أو تونس الاشتراكية، يضعف الصحافة الرياضية المتخصصة. ومع ذلك، يجب أن نذكر الصحيفة التي أسسها المنجي شريف وتدعى ضربة البداية، التي تتمتع بميزة الاستمرار في الاهتمام بالرياضة الوطنية في مختلف المناطق مع محررين ومراسلين مثل محسن القليبي، أمين الجبلاوي، وفيرمين نويي، بشير المولدي، الشاذلي العيادي وسالم بن قيراط. ومع ذلك، استمرت هذه الأسبوعية لمدة عامين فقط (1945 و 1946).
بعد الاستقلال، أسس محمود اللافي صحيفة الرياضية، التي لعبت على مدار 25 عامًا، من 1958 إلى 1983، دورًا رائدًا في الإعلام الرياضي. يقوم بتدريب أو جذب صحفيين رياضيين كبار مثل عبد العزيز دحمان، رؤوف بن علي، أحمد ومحمد بوغنيم، فيكتور ناتاف، زين باخ حمبة، علي السافي، حامد البدري، ألبير صمادة، فتحي الهويدي، مختار إسماعيل، منصف غلوسي، رفيق بن عرفة، عامر البحري وغيرهم. ومنذ اختفاء هذه الصحيفة جرت عدة محاولات لإنشاء صحف أو مجلات رياضية لكنها باءت بالفشل واليوم لم تعد هناك صحافة إعلامية رياضية متخصصة في تونس.

### السمعية البصرية
تطورت الصحافة الرياضية منذ ظهور الإذاعة الوطنية في الثلاثينيات. رواد السجلات الرياضية هم السيد ترانشيدا (بالفرنسية) والشاذلي زويتن (بالعربية). يقوم بإيصالها الهادي الطبوربي، جمال الدين بوسنينة وعبد العزيز العروي في حين أن إعادة نقل المنافسات الكبرى التي أقيمت في جميع أنحاء البلاد يعزز نشر الرياضة بين السكان. إنه عمل لمراسلين كبار أمثال الطاهر مبارك، محمد بن خليفة، محمد بوغنيم، مختار بكور، إسماعيل التريكي بإشراف عبد المجيد مسلاتي.
أدى إطلاق البث التلفزي في تونس في الستينيات إلى تفاقم هذه الظاهرة ببث القناة العامة لمباريات كرة القدم، كرة اليد أو الكرة الطائرة. ويعد البرنامج الرياضي الأسبوعي على التلفزيون، الذي أخرجه بدوره رؤوف بن علي، محمد المؤدب، رضا العود، محمد كيلاني وحسين الواد من أكثر البرامج شعبية. ظهور قناة حنبعل الخاصة وبرامجها سويعة سبورت وبالمكشوف يضيف جرعة من المنافسة على برنامج الأحد الرياضي الذي تبثه الوطنية 1. ومن بين الصحفيين الذين يتألقون في الرياضة السمعية والبصرية سامي أكريمي وعمور غويلة ومحمد كيلاني وإبراهيم محواشي وبشير منوبي أو حتى حبيب مرابط. ومع ذلك، فإن ارتفاع أسعار حقوق البث للمسابقات الدولية يحرم التونسيين من بعض العروض على قناتهم الوطنية التي لا تملك الوسائل، خاصة خلال كأس العالم 2006، لدفع ثمن يعتبر باهظًا.